# Антоновка (Изяславский район)
Анто́новка (укр. Антонівка) — село в Изяславском районе Хмельницкой области Украины.
Население по переписи 2001 года составляло 158 человек. Почтовый индекс — 30310. Телефонный код — 3852. Занимает площадь 0,554 км². Код КОАТУУ — 6822183002.

## Местный совет
30310, Хмельницкая обл., Изяславский р-н, с. Кунев, ул. Лисовской, 1а